# 방한복

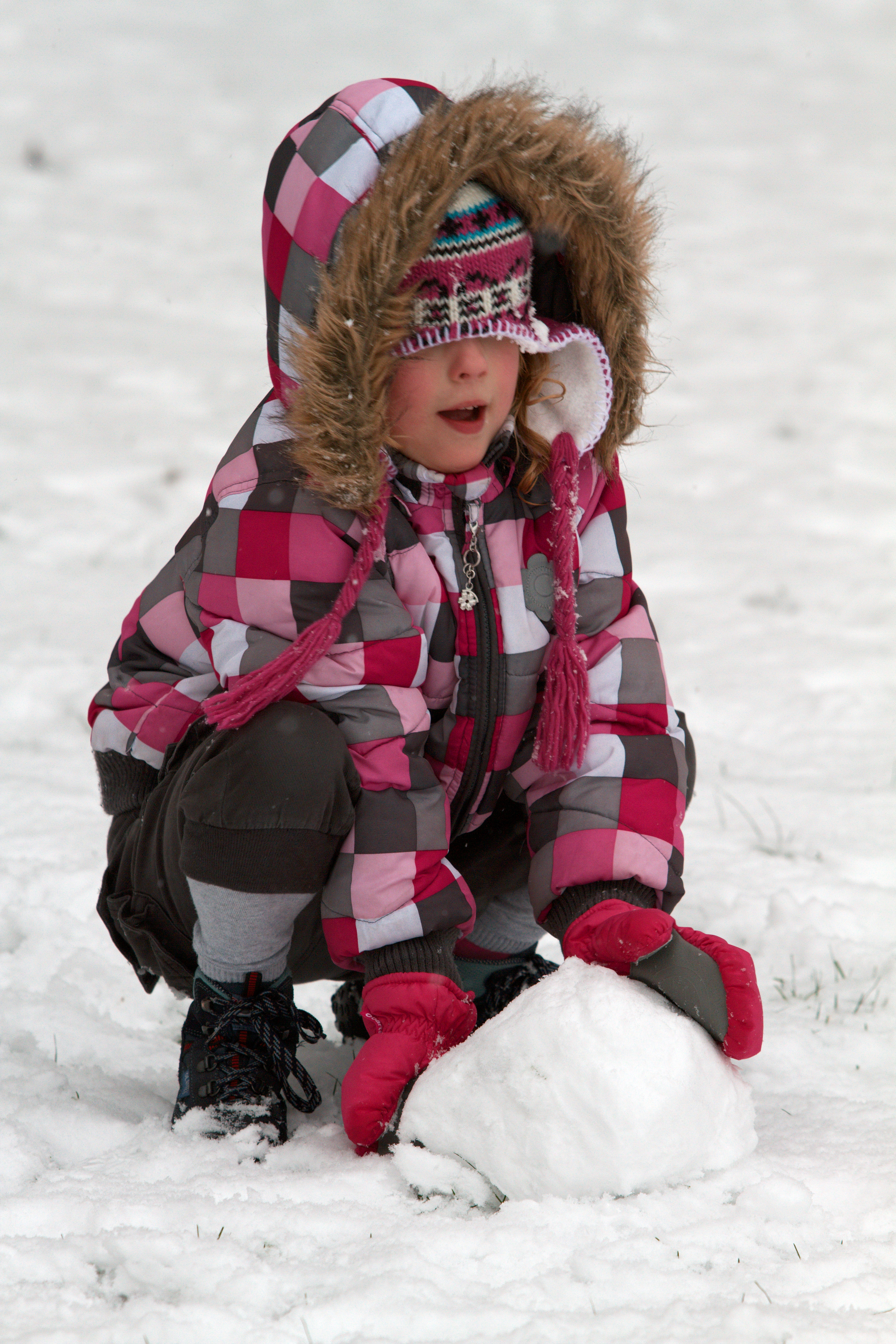

방한복(防寒服)은 추위를 막기 위한 옷이다.

## 역사
20세기 두 차례의 세계 대전 사이에 파일럿이 추운 조종석에서 입기 위한 기능적인 재킷 (플라이트 재킷)이 만들어지게 되었다. 20세기 중반에는 유럽과 북아메리카에서는 비행 재킷에 비슷한 재킷 (점퍼)을 착용하는 것이 유행했다.
21세기 초부터 양털 소재의 방한복이 세계적으로 보급하기 시작했다.

## 같이 보기
- 스키복
- 재킷